# Kule (Botswana)
Kule – wieś w Botswanie w dystrykcie Ghanzi. Według spisu ludności z 2001 roku wieś liczyła 741 mieszkańców.